# Тунець блакитний
Тунець блакитний (Thunnus thynnus) — вид риб родини скубрієвих.

## Поширення

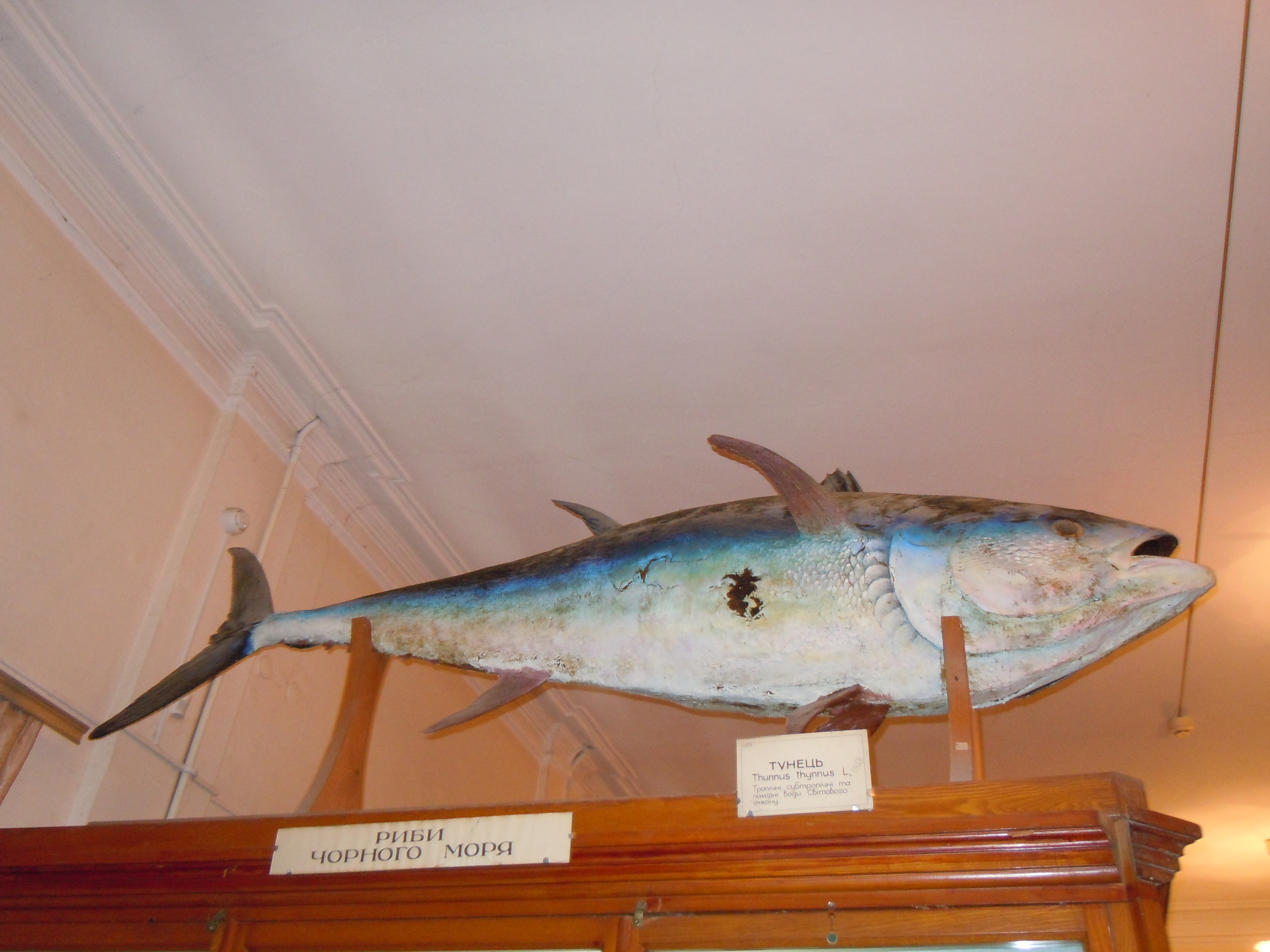
Тунець блакитний (Thunnus thynnus), відловлений у Чорному морі біля м. Вилкове, Одеська область. Зоологічний музей Одеського університету.

Тунець може жити у широкому діапазоні температур — від 5 до 30°С. Зустрічається зазвичай у субтропічних, рідше у помірних та тропічних водах усіх океанів. В Україні — у Чорному та Азовському морях. Тримається зазвичай у прибережних водах, але трапляється також у відкритому океані.

## Опис
Крупна риба, може досягати у довжину понад 3 м, вага — до 570 кг. Тіло видовжене, упоперек товсте, майже кругле. Тіло вкрито лускою, яка у передній частині та вздовж бічної лінії сильно збільшена у розмірах та утворює своєрідний панцир. Перший спинний плавець досить довгий, з ввігнутим краєм, другий — серпоподібний. За ним розташовані у ряд ще 8 — 9 маленьких плавців. На черевній стороні між анальним та хвостовими плавцями також розташовані 7 — 8 маленьких плавців. Хвостовий плавець у вигляді півмісяця. Бічна лінія з невеликими хвилеподібними вигинами. Голова велика, конічна, з порівняно маленькими очима та великим ротом. Зуби однорядні невеликі конічні. Хвостове стебло має три килі. Забарвлення спини темно-синє, боки та черево — білі. Плавці буруватого відтінку.
Внаслідок того, що тунець дуже швидко плаває, він має особливу систему кровоносних судин, які живлять найбільш напружені при швидкому русі бічні м'язи — так звані червоні м'язи. Крім того вміст гемоглобіну у крові тунця становить до 21 г%, тоді як у інших риб він значно менший.

## Спосіб життя
Пелагічна зграйна риба. Тунець здатний розвивати дуже високу швидкість до 90км/год. Кормова база досить різноманітна, зазвичай це невелика зграйна риба (сардина, скумбрія, анчоус, шпрот, оселедець), також головоногі молюски. У пошуках корму тунець здійснює тривалі міграції, також може переміщуватись з верхніх шарів води у глибину.

## Розмноження
Статевої зрілості досягають у віці трьох років. Розмножуються зазвичай у субтропічних областях. Ікра пелагічна, діаметром до 1,1 мм. Плодючість самиць — до 1 млн ікринок. Через дві доби з ікри з'являються личинки. Росте тунець дуже швидко — у віці 3 років досягає довжини 1 м та ваги 20 кг, у віці 7 — 9 років має довжину 2 м.

## Значення
Цінна промислова риба. Внаслідок інтенсивного вилову може опинитися на межі зникнення.